# 明乃夕奈
明乃 夕奈（あかりの ゆうな、1983年9月1日 - ）は、日本のAV女優。明乃夕菜として出演している作品もある。

## 人物・プロフィール
- 身長：156cm
- スリーサイズ：B83（Fカップ）・W58・H84
- 血液型：O型
- 趣味・特技：ネイルアート・りんごの皮むき

## 作品

### アダルトビデオ
2003年
- 留守番ロリま●こ 3（4月19日、ナチュラルハイ）
- ERO DEVIL（9月27日、V&Rプランニング）
- フンドシトランス 明乃夕菜（12月18日、ナチュラルハイ）
- オッパイキャンペーンガール（12月19日、GLAY'z）

2004年
- スペレズ（1月8日、ナチュラルハイ）
- 女が泣いて悦ぶ最高の前戯（2月1日、ワンズファクトリー）
- Cross Duo HIP Yuna&Emiru 1（1月14日、オーロラプロジェクト）
- Cross Duo HIP Yuna&Emiru 2（1月14日、オーロラ・プロジェクト）
- SISTERゆうな（3月12日、TMA）
- ハミ乳女子校生 ゆうな（4月30日、TMA）
- ディープ インサイド ホール フォー フリークス!2（4月30日、桃太郎映像出版）…オムニバス作品
- ひとり暮らしっ娘 Yuna Akarino × Mirai Yumeno（5月14日、桃太郎映像出版）
- 秋葉系アイドル宣言 ボイン汁（5月14日、TMA）
- ザ・カメラテスト 美巨乳でいい女はデビュー前にビラビラめくって…（5月21日、アテナ映像）
- ザ レイプ 巨乳女子校生（7月8日、ヒビノ）
- 夏祭り![第3回]ゆかた美人大集合 10（7月9日、桃太郎映像出版）
- ぬるぬる（7月23日、桃太郎映像出版）
- 常夏娘ビキニ 180min Live!!（8月20日、KUKI）
- スーパー巨乳アイドル!! モロ出し水中運動会 2（2004年8月20日 DVD 、イマージュ / BIKINI）
- 家庭教師は女子大生 Special 8（8月27日、クリスタル映像）
- 実録 潜入体験レポート ハプニングBar（9月3日、桃太郎映像出版）
- となりのゆうな 明乃夕奈 (9月8日、TMA)
- ドリームクリニック VOL.6（10月1日、MOODYZ）
- 中にどぴゅっとね!（10月21日、V&Rプロダクツ）
- スーパーGスポット潮吹き女子校生10連発!!3時間スペシャル 6（10月29日、クリスタル映像）
- 女子校生 制服騎乗（11月19日、クリスタル映像）

2005年
- 突撃取材!乱交・露出 変態サークル 仙台バスツアー（2月8日、ヒビノ）
- Yeah!巨乳マニア（2月21日、アリーナエンターテインメント）…オムニバス作品
- W actresses 制服淫乱少女（3月24日、たま家）
- W Fuckers（3月24日、たま家）
- 美人ナースのSEXファイル2　-巨乳編-（4月29日、うまなみ。）
- 女特殊工作員 陵辱拷問（5月4日、ヒビノ）
- ERO DEVIL 中谷カイト、卯月万結、明乃夕奈、桜希のあ (5月22日、V&Rプランニング)
- Yeah！巨乳マニア 明乃夕奈、早坂まゆみ、後藤真紀 (5月26日、アリーナエンターテインメント)
- 巨乳女子校生狩り 2（5月27日、うまなみ。）
- 戦国陵辱絵巻 女忍者輪姦（7月7日、ヒビノ）
- 撮影現場からGET!!10（8月12日、桃太郎映像出版）
- 明乃夕奈の表に出せないビデオのDVD（8月17日、エイチ・エス映像）
- 刺激を求める人妻の性欲。 巨乳ゆなさん（9月2日、タカラ映像）
- パイパン露出2 全開放羞恥露出プレイ（9月7日、カルマ）
- 巨乳家族 義母も叔母も義妹も巨乳で僕はもう… 完全版（9月23日、ケイ・エム・プロデュース）
- うまなみプレゼンツ 10美人ナース 4時間（10月28日、おかず。(ケイ・エム・プロデュース））…うまなみ。作品『美人ナースのSEXファイル』のセルDVD化作品、
- 若妻白書〜不貞な身体（11月4日、タカラ映像）
- THE巨乳秘書4（11月10日、ドリームチケット）
- パイパン露出2 全開放羞恥露出プレイ 明乃夕奈（12月1日、カルマ）
- 放送できないワイドショー番組 VOL.1 ウィークエンドオーティス!（12月4日、オーディス）
- ディープ・インサイド・ホール フォー・フリークス! 2 麻倉ほのか、若林ひかる、明乃夕奈（12月16日、桃太郎映像出版）
- SOD女子社員オールスター大集合!! 大忘年会（12月21日、SODクリエイト）

2006年
- SOD大忘年会 秘密の2次会 超過激!泥酔SP王様ゲーム（1月19日、SODクリエイト）
- リモコンバイブと一人の女 遠隔露出（2月10日、AVS）
- Moodyzファン感謝祭 バコバコバスツアー2006（3月13日、MOODYZ）
- 若妻白書 不貞な躰 江口美貴、明乃夕奈、結城リナ（4月27日、タカラ映像）
- 巨乳家族 義母も叔母も義妹も巨乳で僕はもう… 鮎川るい、日向ゆみ、明乃夕奈（8月7日、KMP）
- うまなみ。プレゼンツ23 女子校生狩り4時間 2（10月20日、おかず。）
- ボクの新妻は巨乳で裸エプロンでメガネっ娘。 #10 明乃夕奈（11月5日、ゴーゴーズ）

2007年
- ザ・筆おろし 31（6月10日、クリスタル映像）
- バコバス2006&2007特別編（7月13日、MOODYZ）他多数出演
- 亜熱帯ビキニ（7月17日、KUKI）
- THE 巨乳スチュワーデス4 ユリア、望月なな、明乃夕奈（7月23日、ドリームチケット）
- セクシーコンビニガール（11月22日、NEXT GROUP）

2008年
- バスケ部マネージャー 懲罰（4月22日、NEXT GROUP）
- 明乃夕奈の表に出せないビデオのDVD（9月27日、エイチ・エス映像）

2009年
- ぬるぬる 明乃夕奈（5月7日、桃太郎映像出版）

## 出演

### テレビドラマ
- 土曜ワイド劇場 混浴露天風呂連続殺人 24 （2004年12月18日、テレビ朝日）※温泉ガールズとして出演